# Cicagna
Cicagna település Olaszországban, Liguria régióban, Genova megyében. Lakosainak száma 2199 fő (2023. január 1.). Cicagna Coreglia Ligure, Mocònesi, Orero, Rapallo, Tribogna és Lorsica községekkel határos.

## Népesség
A település lakossága az elmúlt években az alábbi módon változott:
| Lakosok száma | 2483 | 2470 | 2199 |
|               | 2017 | 2018 | 2023 |